# Štefan Barnaš
Štefan Barnaš (* 19. Januar 1900 in Tótfalu, Österreich-Ungarn; † 16. April 1964 in Pezinok in der Region Bratislava) war Weihbischof in Spiš.

## Leben
Štefan (István) Barnaš wurde als erstes von sieben Kindern in eine Bauernfamilie geboren. Schon früh wurde in ihm die priesterliche Berufung geweckt. Er studierte Theologie in Prag und empfing am 29. Juni 1925 das Sakrament der Priesterweihe für das Bistum Spiš. Nach einer Zeit in der Gemeindepastoral studierte er weiter und promovierte 1933 zum Doktor der Theologie. Als Professor lehrte er an der Theologischen Hochschule in Spiš, Fundamentaltheologie, christliche Philosophie, Hebräisch und biblische Archäologie, er wurde Rektor am Priesterseminar in Spiš.     
Am 25. Oktober 1949 ernannte ihn Papst Pius XII. zum Weihbischof in Spiš und gleichzeitig zum Titularbischof von Conana. Als die staatlichen Behörden von der Ernennung erfuhren, verboten sie eine öffentliche Bischofsweihe. Am 5. November 1949 nahm dann Bischof Ján Vojtaššák die Weihe in der Kapelle des Priesterseminars in Spiš vor. Mitkonsekrator war der emeritierte Weihbischof Martin Kheberich. An der Zeremonie im "engsten Kreis" nahmen nur die Hochschulkollegen, einige Priester und Nonnen, die Seminaristen und Angehörige teil.
Im Juni 1951 wurde er in einem Lager für katholische Priester interniert; im Februar 1951 wurde er von der Staatspolizei verhaftet und verhört. Von physischer und psychischer Folter erschöpft, wurde er ins Krankenhaus gebracht. Am 28. November 1951 wurde er in Bratislava zusammen mit acht weiteren Personen (Priestern und Laien) der Spionage und des Verrats angeklagt und zu fünfzehn Jahren Gefängnis verurteilt. Der Gesundheitszustand Bischof Štefan Barnaš war Anfang des Jahres sehr kritisch. Aus Sorge er könnte im Gefängnis versterben, wurde er am 9. Mai 1960 vorzeitig entlassen.
Angesichts seines hohen Alters (85 Jahre) und angegriffener Gesundheit (Inhaftierung) bat Bischof Vojtassák Papst Paul VI. im März 1964 seinen Weihbischof zu seinem Nachfolger zu ernennen. Dazu kam es nicht, denn Štefan Barnaš verstarb am 16. April 1964. Sein Leichnam wurde in sein Heimatort Slovenská Ves überführt und dort beigesetzt.